# Atari
Atari је америчка компанија у већинском власништву француске компаније Atari SA (раније позната као Infogrames), и синоним је за рачунарске, конзолне и аркадне игре и рачунаре.

## Производи

### Компјутери које је креирао Атари
- Понг (неколико верзија)
- Аtari 400 – 1979.
- Atari 800 – 1979.
- Atari 600 – 1982.
- Atari 1450 XLD – 1982.
- Atari 1200 XL – 1982.
- Atari 1400 XL – 1983.
- Atari 2600
- Atari 520 ST – 1985.
- Atari 800XE – 1985.
- Atari 65XEP – 1985.
- Atari 65 – 1985.
- Atari 130 ST - 260 ST – 1985.
- Atari PC – 1987.
- Atari MEGA ST – 1987.
- Atari 4160 Ste – 1988.
- Atari 5200
- Atari 7800
- Atari Lynx
- Atari Jaguar
- Atari Stacy – 1989.
- Atari Portfolio – 1989.
- Atari 520 – 1990.
- Atari ST BOOK – 1990.
- Atari TT 030 – 1990.
- Atari Stylus – 1991.
- Atari FX-1 Sparrow – 1991.
- Atari MEGA STe – 1991.
- Atari MEGA STE пословна линија
- Atari Falcon 030 – 1992.
- Atari Falcon 030 MicroBox – 1993.
- Atari Transputer Workstation

### Конзоле
- Atari 2600 – 1977.
- Atari Game Brain – 1978.
- Atari Cosmos – 1978.
- Atari 5200 – 1982.
- Atari 7800 – 1986.
- Atari XEGS – 1987.
- Atari Lynx – 1989.
- Atari Panther – Није издато
- Atari Jaguar – 1993.
- Atari Jaguar CD – 1995.
- Atari Flashback – 2004.
- AtariVCS[1] – 2018.

### Тренутни
- Alone in the Dark
- Boiling Point: Road to Hell
- Backyard Sports
- Driver
- RollerCoaster Tycoon 3
- Test Drive
- Unreal Tournament

## Рефренце
1. ↑  „ataribox.com - АтариVCS-ов сајт”. Архивирано из оригинала 08. 02. 2018. г. Приступљено 08. 02. 2018.